# Farakuy (Bondokuy)
Pour les articles homonymes, voir Farakuy.
Farakuy est une commune située dans le département de Bondokuy de la province du Mouhoun au Burkina Faso.